# درگور
درگور، روستایی در دهستان خمیر بخش مرکزی شهرستان خمیر در استان هرمزگان ایران است. این روستا، مرکز دهستان خمیر است.

## جمعیت
بر پایه سرشماری عمومی نفوس و مسکن در سال ۱۳۹۵، جمعیت این روستا برابر با ۱٬۵۵۵ نفر (۴۴۸ خانوار) بوده‌است.